# Katastrophe von Heysel

Stadionplan: Block Z wurde von den Hooligans des FC Liverpool gestürmt

Die Katastrophe von Heysel war eine Massenpanik im Rahmen des Endspiels des Fußball-Europapokals der Landesmeister 1984/85. Sie ereignete sich am 29. Mai 1985 vor der Begegnung zwischen dem FC Liverpool und Juventus Turin im Heysel-Stadion im Brüsseler Stadtteil Laeken. Als Anhänger Liverpools in den neutralen Sektor stürmten, brach Panik aus und eine Wand stürzte ein. 39 Menschen wurden getötet. Die Angaben zur Zahl der Verletzten schwanken zwischen „mehr als 450“ und 600.

## Ablauf
Schon ab Mittag hatten alkoholisierte Fans in der Stadt randaliert. Eine Stunde vor Anpfiff begannen dann die Anhänger von Juventus im Stadion mit Steinen und Leuchtraketen zu werfen, die Anhänger des FC Liverpool antworteten mit Schmähgesängen und bengalischen Feuern. Zwei Juventus-Fans stürmten auf den Rasen.
Nachdem man sich zuvor gegenseitig mit Steinen beworfen hatte, die aus dem maroden Stehplatzbereich gebröckelt waren, stürmten um 19:45 Uhr mehrere hundert Fans des FC Liverpool, die im Block X standen, den benachbarten Block Z. Obwohl dieser eigentlich für neutrale Zuschauer vorgesehen war, hielten sich darin vor allem Juventus-Fans auf, die nachfolgend in Panik flüchteten. Viele von ihnen wurden gegen eine Mauer gedrückt und niedergetrampelt. Als diese schließlich zusammenbrach, begrub sie weitere Menschen unter sich. Der Einsturz ermöglichte einen Druckabbau und bot die Gelegenheit zur Flucht. Die meisten Todesopfer starben durch Ersticken im Gedränge oder an den Folgen des Aufpralls an die Mauer.
Die Partie wurde vom Schweizer Schiedsrichter André Daina nach Durchsagen von den beiden Mannschaftskapitänen und einer Aufforderung an die Fans, sich ruhig zu verhalten, mit 87 Minuten Verspätung angepfiffen. Der europäische Fußballverband UEFA, der Bürgermeister von Brüssel und die Polizeileitung hatten sich aus Sicherheitsgründen zu einer Durchführung des Spiels entschlossen, um die ohnehin schon sehr aufgeheizte Stimmung auf den Rängen nicht noch weiter überkochen zu lassen. Dies geschah allerdings gegen den Willen der meisten Akteure. Am Ende sorgte ein durch Michel Platini verwandelter Elfmeter für einen 1:0-Sieg von Juventus. Nur ein europäischer Fernsehsender, das ZDF, brach seine Direktübertragung mit Spielbeginn „aus Achtung vor dem Leben“ ab.

## Ursachen
Die italienischen Fans hatten die Eintrittskarten für Block Z von einem italienischen Reisebüro erhalten, das diese wiederum von einem korrupten UEFA-Offiziellen bezogen hatte. Hinzu kamen zahlreiche in Belgien lebende Italiener, die Karten für Block Z kauften. Die Juventus-Fans hätten gar nicht im Block Z stehen dürfen, der nur für neutrale Zuschauer vorgesehen war. Bereits im Vorfeld hatten beide Klubs vor der Einrichtung dieses "neutralen" Blocks gewarnt.
Zudem erfüllte das Stadion die Anforderungen der UEFA für ein Europapokal-Endspiel nicht. Der marode Zustand des seit Jahren nicht renovierten und wenig instand gehaltenen Stadions war vorher bekannt, und der FC Liverpool hatte im Vorfeld gegen die Entscheidung für den Spielort protestiert. Auch die Einrichtung eines neutralen Blocks neben dem Liverpooler Fanblock wurde im Vorfeld kritisiert. Block Z war nur unzureichend gesichert – als Abgrenzung gab es lediglich einen schwachen Maschendrahtzaun, der ohne größeren Kraftaufwand niedergedrückt und problemlos überwunden werden konnte. Die eingestürzte Mauer war bereits vorher brüchig. Selbst bei der Inspektion durch die UEFA einen Tag vor dem Unglück war das Stadion eigentlich durchgefallen. Dennoch wurde das Spiel wie geplant durchgeführt.
Die Sicherheitsorganisation war unzureichend: Die Polizei hatte nur acht Sicherheitskräfte, um das Eindringen der Liverpooler Fans in Block Z zu verhindern. Im Block Z gab es weder Ordnungskräfte noch Polizisten. Zudem gelang es der Polizei zunächst nicht, Verstärkung anzufordern, da die Batterien der Funkgeräte leer waren. Die Funkgeräte von Polizei und Gendarmerie waren nicht kompatibel.

## Konsequenzen

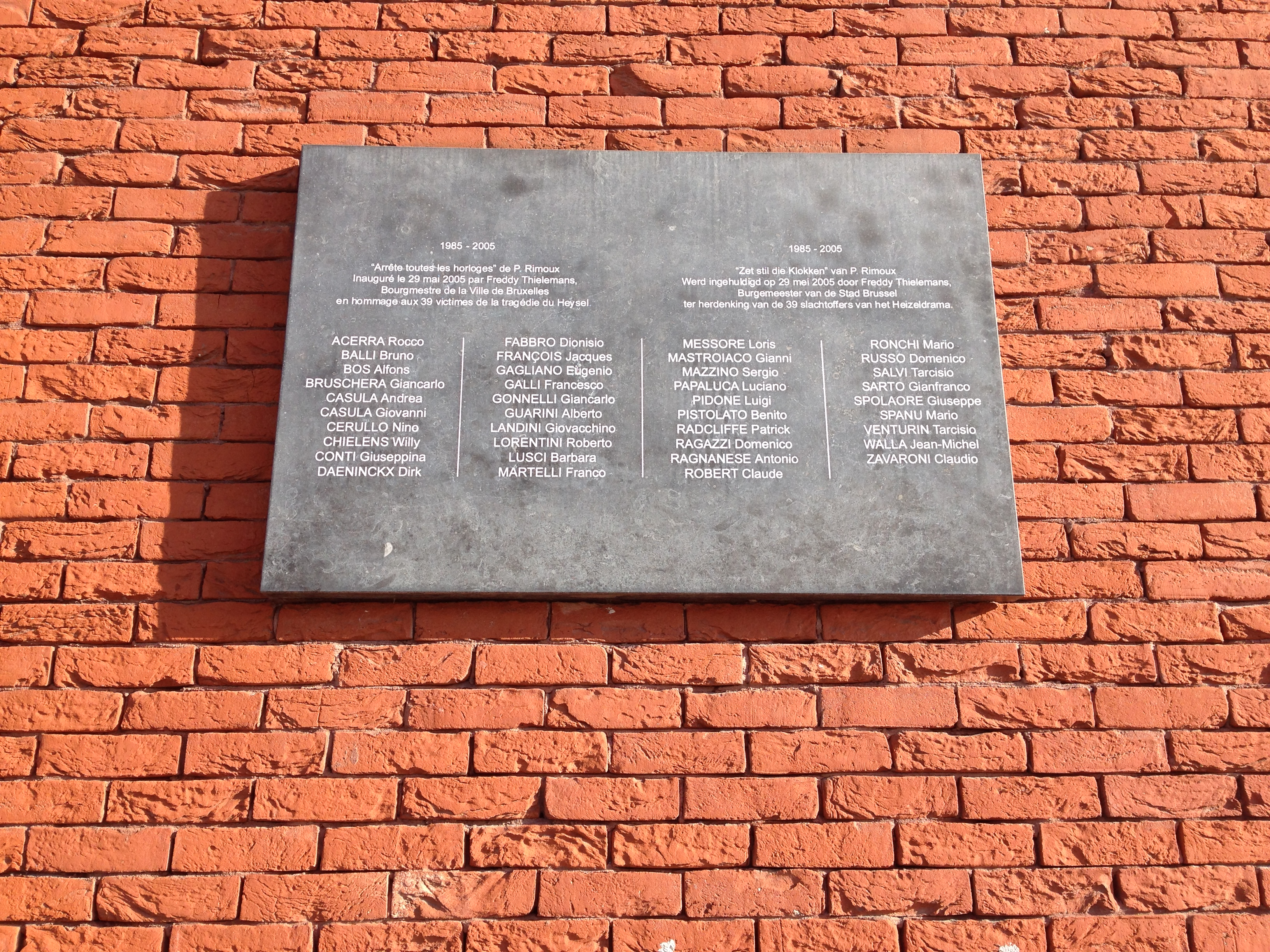
Gedenktafel vor dem Stadion

32 Tote waren Italiener, außerdem starben vier Belgier, zwei Franzosen und ein Nordire. Von insgesamt 26 an Belgien ausgelieferten Hooligans wurden 14 zu Haftstrafen bis zu drei Jahren verurteilt. Belgien zahlte den Hinterbliebenen umgerechnet rund 1,25 Millionen Euro Entschädigung.
Alle englischen Fußballklubs wurden von der UEFA am 2. Juni für vorerst unbestimmte Zeit von allen internationalen Wettbewerben ausgeschlossen. Die Sperre wurde für die meisten Vereine nach fünf Jahren aufgehoben, der FC Liverpool kehrte nach sechs Jahren in die internationalen Wettbewerbe zurück. Auch Juventus Turin und der belgische Fußballverband wurden mit Strafen belegt.
Nach der Heysel-Katastrophe wurde das Brüsseler Stadion kaum noch für Fußballspiele genutzt, ab 1994 fast komplett neu gebaut und am 23. August 1995 mit dem Spiel Belgien–Deutschland (Endstand 1:2) als König-Baudouin-Stadion wiedereröffnet. Auf der Tribünen-Rückseite erinnert eine Gedenktafel an die Tragödie. Genau zwanzig Jahre nach der Katastrophe wurde eine 60 Quadratmeter große Sonnenuhr-Skulptur zum Gedenken an die Opfer der Stadionkatastrophe von 1985 eingeweiht. Der Designer des Objekts, der Franzose Patrick Rimoux, erklärte, dass italienische und belgische Steine sowie ein englisches Gedicht verwendet würden, um das Bedauern der drei betroffenen Nationen zum Ausdruck zu bringen.
Diese Katastrophe führte einerseits auch zu baulichen Veränderungen in anderen Stadien, besonders in Ländern, in denen große Turniere oder bedeutende internationale Spiele stattfanden, und andererseits zu einer geänderten Kartenvergabe, insbesondere bei der WM 2006. Ferner dürfen bei nahezu allen internationalen Spielen nur noch Sitzplätze angeboten werden, was von vielen Fans abgelehnt wird. Durch die bei großen Turnieren vorgenommene Personalisierung der Eintrittskarten soll zudem verhindert werden, dass bekannte Hooligans ins Stadion gelangen. Weiterhin sollen durch eine gesteigerte Attraktivität der Stadien mehr Familien, Frauen und Kinder als Zuschauer gewonnen werden. Bei besonderen Spielen, z. B. während der Weltmeisterschaften, zu denen viele ausländische Fans anreisen, kommt es auch verstärkt zur Zusammenarbeit der jeweiligen Polizeibehörden. Unter anderem begleiten Polizisten die Fans aus ihrem Land bis in das jeweilige Land, in dem die Spiele stattfinden, und sind an problematischen Punkten präsent.
Infolge dieser Maßnahmen verlagerten sich die Auseinandersetzungen zwischen den Hooligans teilweise in die Innenstädte (beispielsweise der Angriff auf Daniel Nivel oder die Ausschreitungen während der Europameisterschaft 2016) oder in Stadien, in denen die Sicherheitsvorkehrungen noch nicht in gleicher Weise verbaut wurden.